# كرستينا هندريكس
كرستينا هندريكس (بالإنجليزية: Christina Hendricks)‏ ممثلة أمريكية من مواليد 3 مايو 1975،
المعروفة في دورها هولواي جوان في مسلسل رجال ماد، كما مثلت في فلم أماكن مظلمة في 2015. ولدت هندريكس في ولاية تينيسي، ونشأت في بورتلاند، أوريغون، وتوين فولز، أيداهو، حيث نشطت في المسرح المحلي. بعد الانتهاء من المدرسة الثانوية في فرجينيا، انتقلت هندريكس إلى مدينة نيويورك وواصلت مهنة كعارضة أزياء بعد دخولها في مسابقة تغطية سبعة عشر. واصلت العمل دوليًا كعارضة لأكثر من عقد قبل الانتقال إلى التمثيل.
لعبت هندريكس أدوارًا متكررة في العديد من المسلسلات التلفزيونية، بما في ذلك المتسولون والمختارون (2001-2002) وكيفن هيل (2004-2005) قبل أن يتم تمثيلها في دور جوان هولواي في سلسلة دراما فترة AMC Mad Men في عام 2007، والتي ظلت ممثلة رئيسية فيها. عضو حتى اختتام المسلسل في عام 2015. تلقت اشادة من النقاد لدورها في المسلسل، بما في ذلك ستة ترشيحات لجائزة إيمي والعديد من جوائز نقابة ممثلي الشاشة لأفضل فرقة. أثناء البطولة في مسلسل رجال ماد، بدأت هندريكس أيضًا في الظهور في الأفلام، وتلقت إشادة من النقاد لأدائها في فيلم الإثارة Drive (2011) للمخرج نيكولاس ويندينغ ريفين، ودراما سالي بوتر Ginger & Rosa (2012) ، و Ryan Gosling's neo-noir fantasy Lost River (2014 ).
بعد ختام رجال ماد، تألق هندريكس في المسلسل الكوميدي فترة أخرى من 2015 إلى 2016، وفي المسلسل الدرامي SundanceTV Hap and Leonard (2016). اجتمعت مع ريفن لدور مساند في فيلمه المثير شيطان النيون (2016)، تليها أدوار في الكوميديا اشتباك بالأيدي (2017)، وفيلم الرعب الغرباء: فريسة في الليل (2018)، وفيلم الكوميدية حكاية لعبة 4 (2019). عادت إلى التلفزيون بأدوار بطولة في المسلسل الدرامي الدرامي Tin Star (2017-2020) ومسلسل الجريمة الكوميدي NBC Good Girls.

## الأعمال

### أفلام
| السنة | العنوان                 | الدور                       | م.     |
| ----- | ----------------------- | --------------------------- | ------ |
| 2010  | الحياة كما نعرفها       | أليسون نوفاك                | [ 4 ]  |
| 2011  | انفصال                  | السيدة سارة ماديسون         | [ 4 ]  |
| 2011  | قيادة                   | بلانش                       | [ 4 ]  |
| 2011  | من أعلى تلة الخشخاش     | ساوري ماكيمورا (تمثيل صوتي) | [ 5 ]  |
| 2012  | جينجر وروزا             | ناتالي                      | [ 6 ]  |
| 2014  | جيب الرب                | جيني سكارباتو               | [ 4 ]  |
| 2014  | الجنية القرصانة         | زارينا (تمثيل صوتي)         | [ 4 ]  |
| 2015  | أماكن مظلمة             | داي باتي                    | [ 4 ]  |
| 2016  | زولاندر 2               | سدوستر                      | [ 7 ]  |
| 2016  | شيطان النيون            | روبرتا هوفمان               | [ 8 ]  |
| 2017  | اشتباك بالأيدي          | الآنسة مونيه                | [ 9 ]  |
| 2017  | البيت الأعوج            | بريندا ليونيدس              | [ 10 ] |
| 2018  | الغرباء: فريسة في الليل | سيندي                       | [ 11 ] |
| 2019  | حكاية لعبة 4            | غابي غابي (تمثيل صوتي)      | [ 12 ] |
| 2020  | سكووب!                  | الضابط غافي (تمثيل صوتي)    | [ 13 ] |

## مواقع خارجية
- كرستينا هندريكس على موقع IMDb (الإنجليزية)
- كرستينا هندريكس على موقع ميتاكريتيك (الإنجليزية)
- كرستينا هندريكس على موقع الموسوعة البريطانية (الإنجليزية)
- كرستينا هندريكس على موقع روتن توميتوز (الإنجليزية)
- كرستينا هندريكس على موقع قاعدة بيانات الأفلام العربية
- كرستينا هندريكس على موقع ألو سيني (الفرنسية)
- كرستينا هندريكس على موقع ميوزك برينز (الإنجليزية)
- كرستينا هندريكس على موقع تيرنر كلاسيك موفيز (الإنجليزية)
- كرستينا هندريكس على موقع أول موفي (الإنجليزية)
- كرستينا هندريكس على موقع قاعدة بيانات الأفلام السويدية (السويدية)